# Mary MacGregor
Mary MacGregor (St. Paul (Minnesota), 6 mei 1948) is een Amerikaanse zangeres, die bekend werd in 1976 met het lied Torn Between Two Lovers.

## Jeugd en opleiding
Ze begon piano te studeren op 6-jarige leeftijd en zong tijdens haar teenagertijd in een band. Na haar bezoek aan de Universiteit van Minnesota, ging ze met verschillende acts op tournee en wekte ze de opmerkzaamheid van Peter Yarrow van het trio Peter, Paul and Mary. Ze vervoegde zich spoedig bij de groep, zong als achtergrondzangeres tijdens een solotournee en trad in verschijning op hun album Love Songs.

## Carrière
Ze tekende een contract bij Ariola Records en publiceerde haar debuutsingle Torn Between Two Lovers (1976), die in 1977 een tophit werd. Twee verdere singles van het album met dezelfde naam, ook geschreven en geproduceerd door Yarrow, werden overschaduwd door het succes van het titelnummer. Ze werd opgenomen in The Billboard Book of Number One Hits door Fred Bronson.
Ze publiceerde meerdere albums en had drie mindere hitsingles (inclusief de song Good Friend uit de in 1979 uitgebrachte film Meatballs van Bill Murray. In 1980 won MacGregor met de beste song en beste uitvoering bij het World Popular Song Festival in Tokio met What's The Use, wat ze had geschreven met David Bluefield. Voor de Japanse animatiefilm Adieu Galaxy Express 999 (1981) schreef en vertolkte MacGregor de twee songs Sayonara en Love Light. In 1983 vertolkten Mike Love van The Beach Boys en Mary MacGregor Do You Hear What I Hear van Scrooges Rock N Roll Christmas. In het midden van de jaren 1980 trad ze op in nachtclubs rond de Central Coast van Californië als Mary and the Blue Jays, een trio dat was samengesteld uit Mary MacGregor, James Royce (basgitaar) en Jim Kennedy (gitaar). In 1999 werkte ze samen met de bevriende muzikanten Joe Ghiglia en John Holt om de band Mary MacGregor Band op poten te zetten. Het resultaat was het album Perfect Yellow House. Ze werd ook vermeld in de albumnotities van The Steamboat Album (1976) voor de zang voor een van de nummers, Rabbit Ears. Het album was opgenomen door Yampa River Records in Steamboat Springs in Colorado.

## Privéleven
Ze woont tegenwoordig in Creston, is hertrouwd, heeft twee kinderen en is gepensioneerd.

## Discografie

### Singles
- 1976: Torn Between Two Lovers
- 1977: The Girl (Has Turned into a Woman)
- 1978: I've Never Been to Me
- 1978: Memories
- 1978: The Wedding Song (There Is Love)
- 1979: Good Friend
- 1980: Dancing Like Lovers
- 1980: Somebody Please
- 1981: SAYONARA

### Albums
- 1976: Torn Between Two Lovers
- 1978: ...In Your Eyes
- 1979:	Mary MacGregor's Greatest Hits
- 1980:	Mary MacGregor

### NPO Radio 2 Top 2000
| Nummer met noteringen in de NPO Radio 2 Top 2000 | '99  | '00  |
| ------------------------------------------------ | ---- | ---- |
| Torn Between Two Lovers                          | 1502 | 1531 |

1. ↑  Een vetgedrukt getal geeft de hoogste notering aan.
2. ↑  Deze tabel is bijgewerkt tot en met de laatste editie (2024).

- Library of Congress Control Number: no98061827
- MusicBrainz: 31107661-e4b3-4202-a11e-561aca03e9d7
- SNAC: w6722wdk
- Virtual International Authority File: 73469881
- WorldCat: E39PBJwmTBYmM79H9Xp3Pjb8G3